# Unidad Nacional Azul y Blanco
La Unidad Nacional Azul y Blanco también conocida como UNAB, es una coalición de movimientos sociales y políticos de Nicaragua, fundada por 41 organizaciones opositoras el 4 de octubre de 2018. Este proceso fue coordinado por la Alianza Cívica por la Justicia y la Democracia a raíz de la necesidad de conformar un espacio amplio en el que colaboran las fuerzas opositoras al régimen dictatorial y sandinista de Daniel Ortega y Rosario Murillo.
Está compuesto a su vez por distintos sectores internos los cuales han variado en número en el tiempo y entre los cuales se encuentran: Sector Sociedad Civil, Sector Político, Sector Territorial, Sector Juvenil, Sector de Víctimas entre otros.
Su órgano directivo es en Consejo Político cuya cantidad de miembros ha variado todos los años en consecuencia a las negociaciones políticas internas y a las renuncias entre elecciones; en principio se escogía anualmente hasta 2022 año en el que se empezó a escoger de manera bianual.
La organización no muestras signos de actividad constante desde que en 2021 sus principales liderazgos fueran encarcelados y la organización empezará funcionar desde el exilio, y que además en 2023 sus liderazgos apostaran por un nuevo proceso político de unidad nacional denominado Monteverde.

## Historia

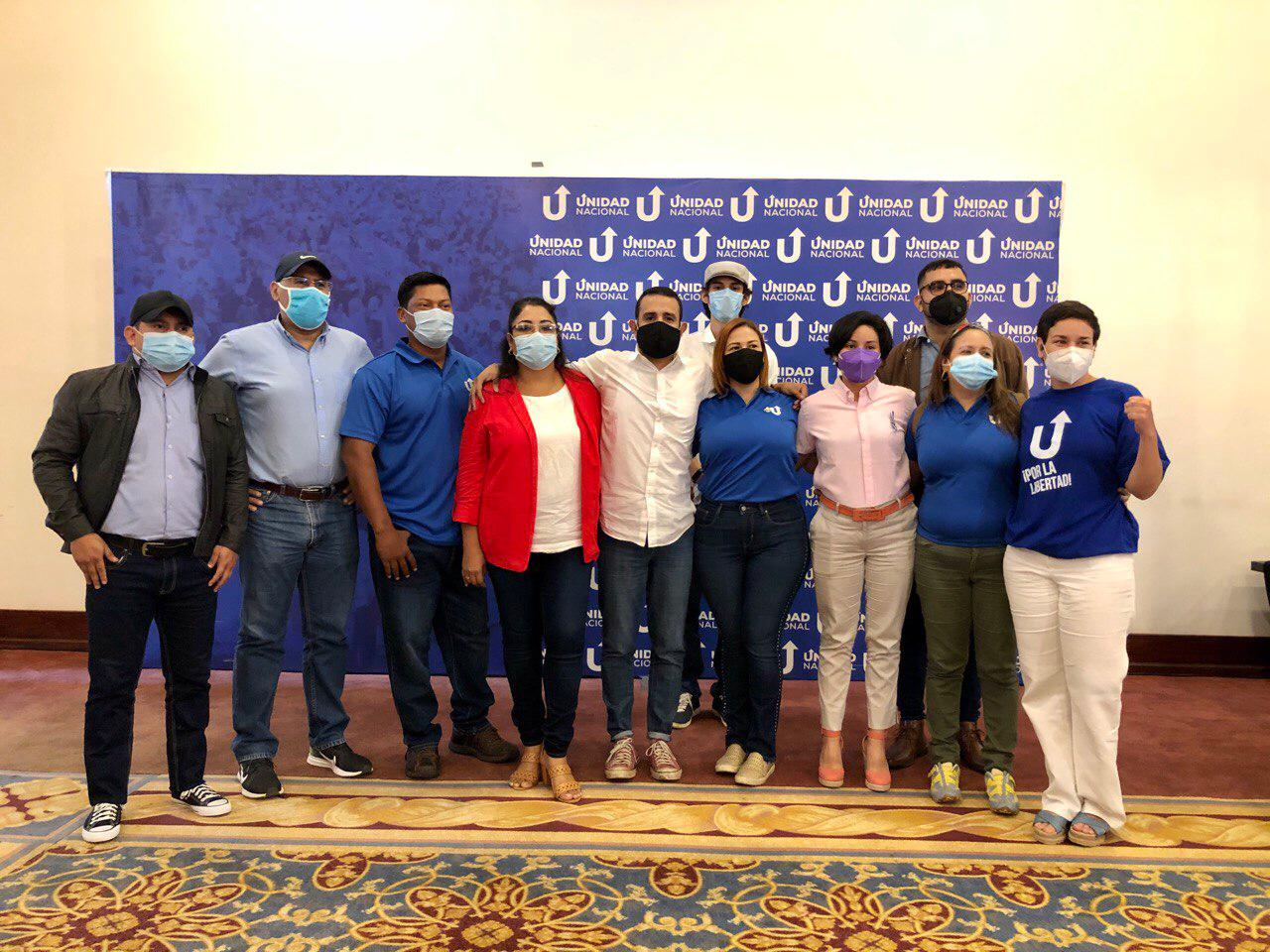
Tercer Consejo Político UNAB 2021

Su fundación se da tras la necesidad de una plataforma plural que represente a toda la oposición nicaragüense democrática y llega a cumplir con esta función durante su primer año de función (2019-2020) sin embargo tras la salida la Alianza Cívica por la Justicia y la Democracia, las organizaciones que forman parte de estas y de otras fuerzas opositoras; la UNAB termina siendo una de las muchas plataformas representativas de la oposición social y política. Uno de los acuerdos durante el cisma UNAB-ACJD fue que la segunda mantendría el rol de negociador directo con el régimen sandinista de Daniel Ortega.
Durante 2020 se funda la Coalición Nacional, un segundo intento de unidad nacional opositora donde participaron organizaciones como: Unidad Nacional Azul y Blanco (UNAB), Alianza Cívica por la Justicia y la Democracia (ACJD), Partido Restauración Democrática (PRD), YATAMA, Partido Liberal Constitucionalista (PLC), Fuerza Democrática Nicaragüense (FDN) entre otras organizaciones menores. Esta plataforma tenía como objetivo presentarse a las Elecciones generales de Nicaragua de 2021 e iniciar una transición democrática.
Sin embargo, debido a conflictos políticos la ACJD se separa de la Coalición Nacional para fundar junto Ciudadanos por la Libertad la "Alianza Ciudadana" una segunda coalición electoral opositora que competiría en los comicios generales por el ejecutivo nicaragüense. Esta nueva propuesta contaría con el apoyo del sector empresarial presidido por el COSEP que no había encontrado apoyo en la Coalición Nacional.
La dictadura de Daniel Ortega finalmente cancela la personería de todos los partidos políticos opositores, encarcela a los candidatos y líderes opositores de ambas coaliciones electorales, entre los que se encontraban los líderes de la UNAB como Tamara Dávila Rivas, Dora María Téllez, Ana Margarita Vijil, Alex Hernández, Violeta Granera entre otros. De la misma forma el resto de líderes como Luis Carrión Cruz, Elvira Cuadra, María Teresa Blandón, Héctor Mairena, Ana Quirós, fueron obligados a exiliarse descontinuando el trabajo territorial y político dentro de Nicaragua desde 2021
Durante febrero del 2023 son liberados muchos de sus liderazgos tras una negociación entre Estados Unidos y Daniel Ortega, entre los que se encuentran Tamara Dávila Rivas, Alex Hernández, José Antonio Peraza y Roger Reyes quienes retoman el Consejo Político. Durante 2023 los liderazgos de la Unidad Nacional apostaran por el proceso conocido como Monteverde, el cual se caracteriza por ser un espacio cerrado que toma sus decisiones reuniones secretas o confidenciales así como de vetos a los liderazgos juveniles.

## Controversias

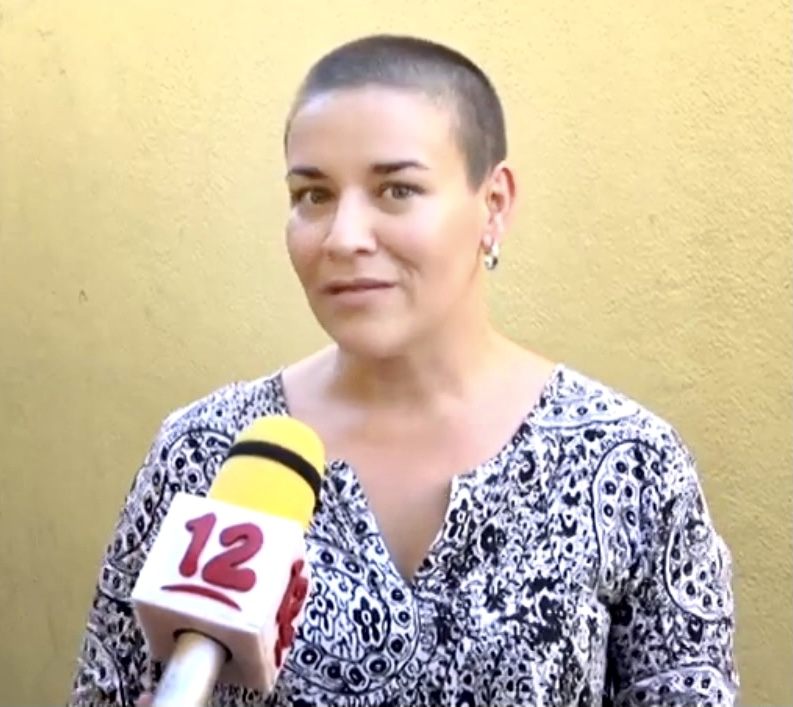
Tamara Dávila líder de la UNAB y Consejo Político 2020 - Actualidad

La Unidad Nacional Azul y Blanco nació con la intención de ser un espacio amplio y diverso donde converjan todas las organizaciones opositoras a la dictadura sandinista de Daniel Ortega. Sin embargo ha recibido muchas acusaciones de poseer una supuesta inclinación hacia la izquierda política y nexos con la dictadura debido a que es liderada por la disidencia del Frente Sandinista de Liberación Nacional (partido oficialista liderado por Daniel Ortega) la cual se agrupa en el antiguo Movimiento Renovador Sandinista (ahora conocido como UNAMOS), entre los cuales se encuentran como Luis Carrión Cruz, Ana Quirós, Héctor Mairena, Tamara Dávila Rivas; también están presentes otros liderazgos de origen sandinista no agrupados en el MRS como María Teresa Blandón y en su momento Mónica Baltodano.
La plataforma de organizaciones también ha sido acusada múltiples veces de adultismo, exclusión y continuación de prácticas de la política tradicional repetidas en las estructuras internas. En 2020 se retiraron del espacio la Alianza Universitaria Nicaragüense AUN, el Movimiento Universitario 19 de Abril MU19A, Movimiento Estudiantil 19 de Abril ME19A, y el Movimiento Estudiantil 19 de Abril Universidad Agraria MUNA19A; entre otras razones porque su candidato no fue electo para el Consejo Político eligiendo trabajar desde la Alianza Cívica.
Otras organizaciones juveniles que han denunciado estas actitudes de parte del consejo político hacia sus miembros han sido: Alianza de Jóvenes y Estudiantes Nicaragüense AJEN quien se retiró del espacio durante 2020 debido al no respeto de los procesos institucionales, la Coordinadora Universitaria por la Justicia y la Democracia CUDJ por su parte informó que "Desde el 25 de mayo de 2022 dejamos de ser parte de La Unidad Nacional Azul y Blanco, luego de padecer serias exclusiones y tratos injustos a nuestros delegados y a nuestra plataforma; llegando a pasar por encima de sus estatutos y reglas internas...".
La última controversia respecto a los movimientos juveniles se dio en octubre del 2022 cuando Enrique Martínez, uno de los representantes del sector juvenil renuncia al Consejo Político denunciando prácticas de exclusión e infravaloración de sus capacidades debido a su edad. Tras de su renuncia siguieron la salida de la práctica totalidad de las organizaciones juveniles entre los cuales se encontraba Movimiento Cívico 19 de Abril (MC19A), Acción Universitaria (AU), Movimiento UNAN en Pie (UEP), Fuerza Estudiantil Nicaragüense (FENI), Movimiento Estudiantil de Apoyo a la Democracia (MEAD) y la Asociación Juvenil Indígena de la Moskitia (AJIM) entre otros. Finalmente en diciembre del 2022 renuncia María Alvarado última representante juvenil en el consejo político dejando a la plataforma sin el componente social juvenil que lideró las protestas en 2018.

## Fundadores[2]
La organización ha sufrido muchas deserciones por lo que en la actualidad la mayoría de las organizaciones fundadoras no forman parte de la Unidad Nacional Azul y Blanco, esta sección no debe comprenderse como la actual membresía sino como las organizaciones fundadoras históricas.
1. Alianza Cívica por la Justicia y la Democracia
2. Articulación de Movimientos Sociales y Organizaciones de la Sociedad Civil
3. Comité de Madres de Caídos
4. Comité de Prisioneras y Prisioneros Políticos
5. Frente Amplio por la Democracia
6. Democracia en Marcha
7. Movimientos 19 de Abril de tantas ciudades
8. Movimiento por Nicaragua
9. Articulación Feminista
10. Alianza Universitaria Nicaragüense
11. Patria Libre
12. Grupo Guardabarranco
13. Unidad Médica Nicaragüense
14. Movimiento 19 de Abril Somoto – Madriz
15. Movimiento 19 de Abril Estelí
16. Movimiento 19 de Abril Masaya
17. Movimiento Universitario 19 Abril
18. Movimiento 19 de Abril Chinandega
19. Movimiento 19 de Abril Jinotega
20. Movimiento 19 de Abril Nandaime
21. Alianza Cívica Jinotega
22. Alianza Azul y Blanco Ciudad Sandino
23. Alianza Azul y Blanco Mateare
24. Territorio de las Segovias
25. Coalición Matagalpa
26. Movimiento Acción Joven Nicaragua
27. Unidad Azul y Blanco
28. Guardabarranco
29. Grupo Apoyo Nacional
30. Patria Libre y Vivir
31. Nicaragua Unete
32. Unidad Médica Nicaragüense
33. Medios independientes
34. Mesa Nacional LGTBI Nicaragua
35. Unidad Nacional de la Disidencia Sexual Autoconvocada
36. Grupo Lésbico Feminista Artemisa
37. Organización de Disidencia Sexual Autoconvocada
38. Movimiento Azul y Blanco
39. Comité Prolibertad de Presos Políticos
40. Unidad Departamental Azul y Blanco de Nueva Segovia
41. Coordinadora Universitaria por la Democracia y la Justicia